# King of the Khyber Rifles
 King of the Khyber Rifles és una pel·lícula estatunidenca dirigida per Henry King i estrenada el 1953.

## Argument
Alan King, la mare del qual era hindú, i Karram Khan són dos amics d'infantesa. Però King s'allista a l'exèrcit britànic i li acaben confiant una companyia. Quan Karram Khan empeny el seu poble a la revolta, els dos homes es troben cara a cara, en camps diferents...

## Repartiment
- Tyrone Power: Capità Alan King
- Terry Moore: Susan Maitland
- Michael Rennie: General de Brigada J R. Maitland
- John Justin: Tinent Geoffrey Heath
- Guy Rolfe: Karram Khan
- Richard Wyler: Tinent Ben Baird
- Murray Matheson: Major Ian MacAllister
- Frank DeKova: Ali Nur
- Argentina Brunetti: Lali

## Al voltant de la pel·lícula
Es tracta d'un remake de la pel·lícula de John Ford,  The Black Watch , rodada el 1929.